# بوبوته
بوبوته (به صربی: Bobote) یک منطقهٔ مسکونی در صربستان است که در الکساندراواک واقع شده‌است. بوبوته ۳۶۰ نفر جمعیت دارد.